# Pendeen
Pendeen är en by i civil parish St Just, i distriktet Cornwall, i grevskapet Cornwall, i England. Byn är belägen 10 km från Penzance. Byn hade 726 invånare år 2021.